# Ovčáry (district de Mělník)
Pour les articles homonymes, voir Ovčáry.
Ovčáry (en allemand : Ovtschar) est une commune du district de Mělník, dans la région de Bohême-Centrale, en République tchèque. Sa population s'élevait à 510 habitants en 2020.

## Géographie
Ovčáry se trouve à 4 km au nord-est de Kostelec nad Labem, à 15 km au sud-est de Mělník et à 23 km au nord-est du centre de Prague.
La commune est limitée par Všetaty au nord, par Nedomice au nord-est, par Dřísy à l'est, par Křenek au sud-est, par Kostelec nad Labem au sud-ouest et par Tišice à l'ouest.

## Histoire
La première mention écrite de la localité date de 1350.

## Transports
Par la route, Ovčáry se trouve à 5,4 km de Kostelec nad Labem, à 16 km de Mělník et à 30 km du centre de Prague.